# Estadio Municipal de Jastrzębie-Zdrój
El Estadio Municipal de Jastrzębie-Zdrój (en polaco: Stadion Miejski w Jastrzębiu-Zdroju) es un estadio de fútbol ubicado en la comuna de Jastrzębie-Zdrój en Polonia y actualmente es la sede del GKS Jastrzębie.

## Historia
Fue inaugurado en octubre de 1989 tras dos años de construcción, perteneciente al Centro Municipal de Deportes y Recreación local, con capacidad de 5.650 asientos. El estadio está cubierto de césped y cuenta con amplias instalaciones con gimnasio y sauna . En 2007 fue modernizado, lo que le otorgó una licencia para celebrar partidos en el segundo nivel de liga.
El estadio fue utilizado en la Copa Intertoto de la UEFA 1997 por el Odra Wodzisław en el empate 0-0 ante el MSK Zilina el 12 de julio de 1997.